# Corgatha castanea
Corgatha castanea là một loài bướm đêm trong họ Erebidae.